# Iain Turner
Iain Robert Turner (ur. 26 stycznia 1984 w Stirling) – szkocki piłkarz występujący na pozycji bramkarza.
Podczas swojego debiutu w Premier League, gdy Everton grał z Blackburn Rovers, Turner został ukarany czerwoną kartką już w 9 minucie po tym, jak poza polem karnym złapał w ręce piłkę podawaną głową przez partnera z zespołu.
W swojej karierze rozegrał 37 spotkań w Championship.
Okazjonalnie dostawał powołania do reprezentacji Szkocji, jednak nie rozegrał w niej żadnego meczu. Ma natomiast za sobą 6 występów dla drużyny U-21.